# Lobocheilos terminalis
 Lobocheilos terminalis és una espècie de peix cipriniforme de la família dels ciprínids.

## Morfologia
Els mascles poden assolir els 10,3 cm de longitud total.

## Distribució geogràfica
Es troba a Sabah (Borneo, Malàisia).